# Mezinárodní letiště Hejdara Alijeva
Mezinárodní letiště Hejdara Alijeva (IATA: GYD, ICAO: UBBB) (ázerbájdžánsky Heydər Əliyev adına beynəlxalq aeroportu, anglicky Heydar Aliyev International Airport, dříve Mezinárodní letiště Bina, Ázerbájdžán) je hlavní mezinárodní letiště v Ázerbájdžánu.
Leží 25 km na východ od hlavního města Baku a je domovem Ázerbájdžánskách aerolinií AZAL – národního dopravce. Letiště je určeno pro mezinárodní i vnitrostátní, pravidelný i nepravidelný letecký provoz.
Letiště bylo v roce 1999 přejmenováno dle dřívějšího prezidenta Ázerbájdžánu Hejdara Alijeva. Byl také změněn IATA kód z dřívějšího BAK na nynější GYD.
Je zde umístěn cargo terminál.